# Quartier Murigny

Les douze conseils de quartiers de Reims.
Barbâtre - Saint-Remi - Verrerie
Bois d'Amour - Porte de Paris - Courlancy
Centre-ville
Tunisie - Coutures - Épinettes
Clairmarais - Charles Arnould
Châtillons
Chemin Vert - Europe
Croix Rouge - Croix du Sud
La Neuvillette - Trois-Fontaines
Laon - Neufchâtel - Orgeval
Sainte-Anne - Wilson
Murigny

Murigny est un quartier de la ville de Reims enclavé entre le quartier Croix-Rouge - Croix du Sud et les communes de Bezannes, Champfleury et Cormontreuil. Il est construit "à partir de 1977 à l’extrême sud de la ville, Murigny est le plus récent quartier rémois. Reconnaissable à son immense chaufferie rouge et blanche (qui alimente trois réseaux publics de chauffage en direction de l’hôpital, Murigny, et Croix-Rouge), le quartier charme par son ambiance pavillonnaire et ses espaces verts". Le quartier possède des logements mixtes (ici des appartements appartenant à des bailleurs sociaux comme le Foyer Rémois, Reims habitat ou encore Plurial Novilia ou bien de simples propriétaires), un Parc (Parc Mendès), un autre parc (Gilles Ferreira) qui sont faciles d'accès et une grande zone commerciale qui fut la première crée sur Reims entre les années 1980 et début 1990. Le quartier Murigny ou plutôt Val de Murigny est divisé en deux, au Nord il y a Murigny Nord (ou se situe la banlieue "Vauban" construit par Plurial Novilia et le parc mendes) et au Sud, Murigny Sud (Espace commercial murigny et rené clair-Ludoval).

## Historique
Le quartier Murigny, au sud-ouest de Reims, tire son nom de l'ancienne ferme de Murigny, située dans la vallée du Rouillat, qui était une cense de l'abbaye de Saint-Remi. Il est fait mention du clos de Murigny (anciennement appelé Meurigny) dès le XIIIe siècle, propriété d'un abbé où des vignes étaient cultivées.

## Architecture
Dans le cadre du projet "Habitat 1988" et du concours de l’opération "Rex, la spirale de l’innovation", l'organisme de logement ?? a confié une réflexion à un cabinet des architectes Anne Reychman et Laurent Debrix, sur un programme de maisons individuelles qui a conduit en 1990 à la création d'un parc de 73 maisons dites "sensorielles". Trois types de maisons ont ainsi été définis. Un type, dit " maison de la vue " avec un volume important de vitrage. Un type, dit " maison du goût" organisée autour de la salle à manger. Enfin, un type dit " maison de l'ouïe " avec un espace insonorisé ouvert sur le ciel.
Les maisons sont situées autour de la rue Paul Emile Renard à Reims.
Le plan REX est un programme mis en place, pour encourager l’innovation dans la conception et la construction des logements.

## Parc Mendès (Murigny Nord)
Le parc Pierre Mendès France, d’une superficie de 7,4 ha, a été réalisé en 1981, par le paysagiste Dominique De Villèle.

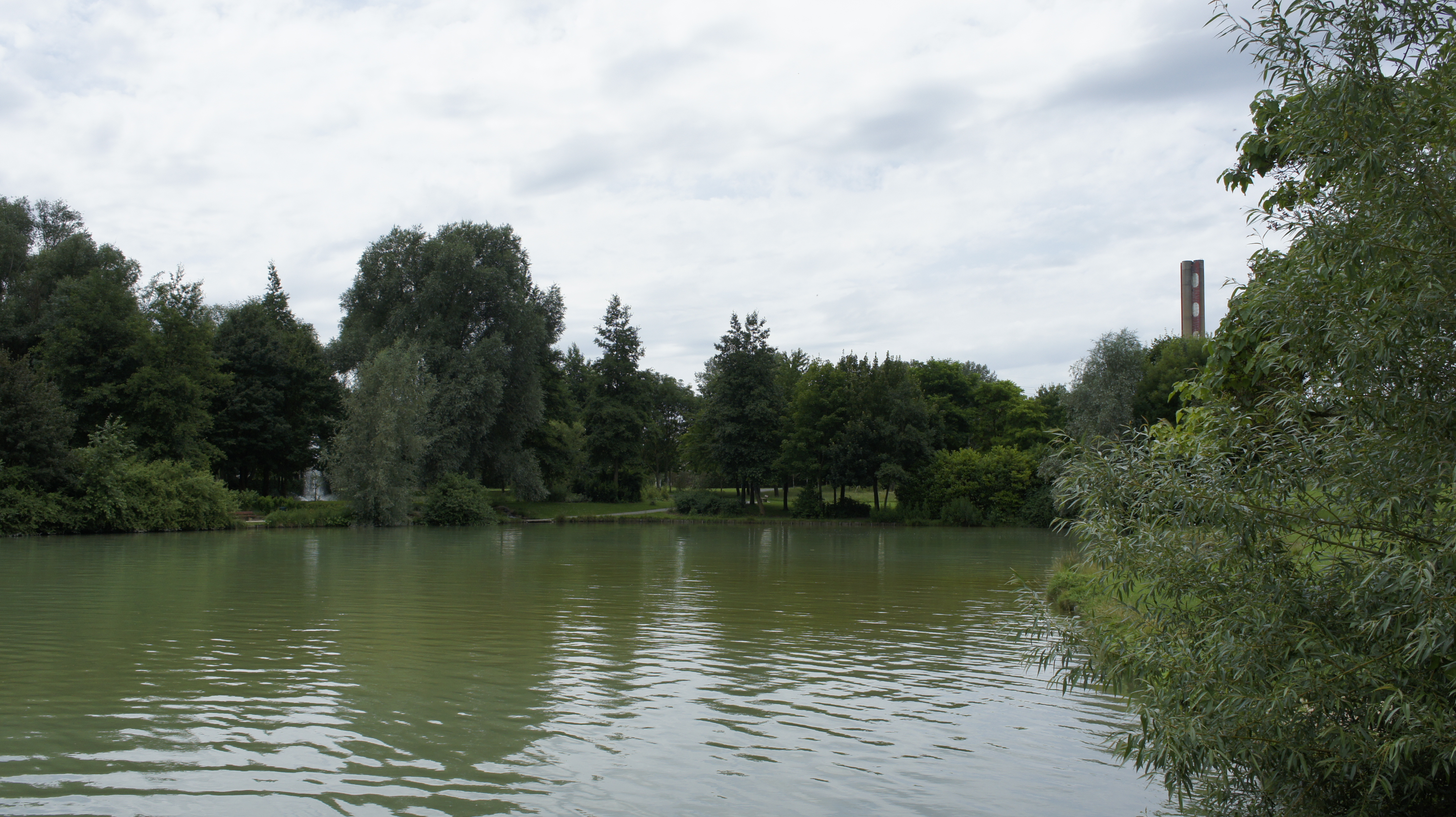
Parc Mendès

## Parc Gilles Ferreira (Murigny Sud)
Le parc Gilles Ferreira de 4,5 ha a été réalisé en 1985, sur les plans du paysagiste Alexandre Chemetoff. Les plantations sont à dominante de conifères et de bouleaux. Il comporte des aménagements destinés aux enfants et adultes (Aire de jeux, aire de skate, terrain de foot, aire de basket, parcours d’orientation, aire multisports, borne-fontaine). Il est accessible par la rue Richelieu, ou par la rue André Chenier.

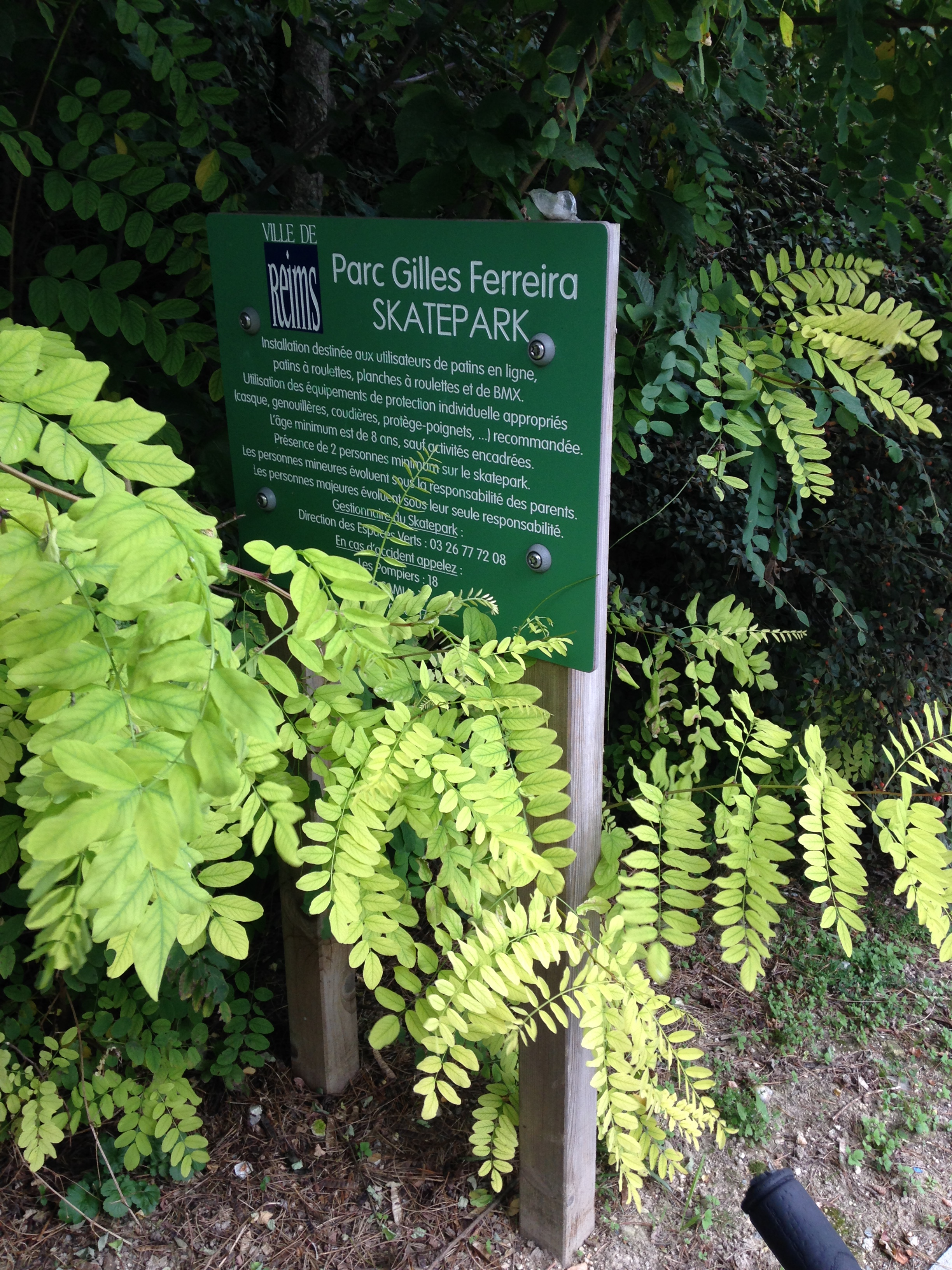
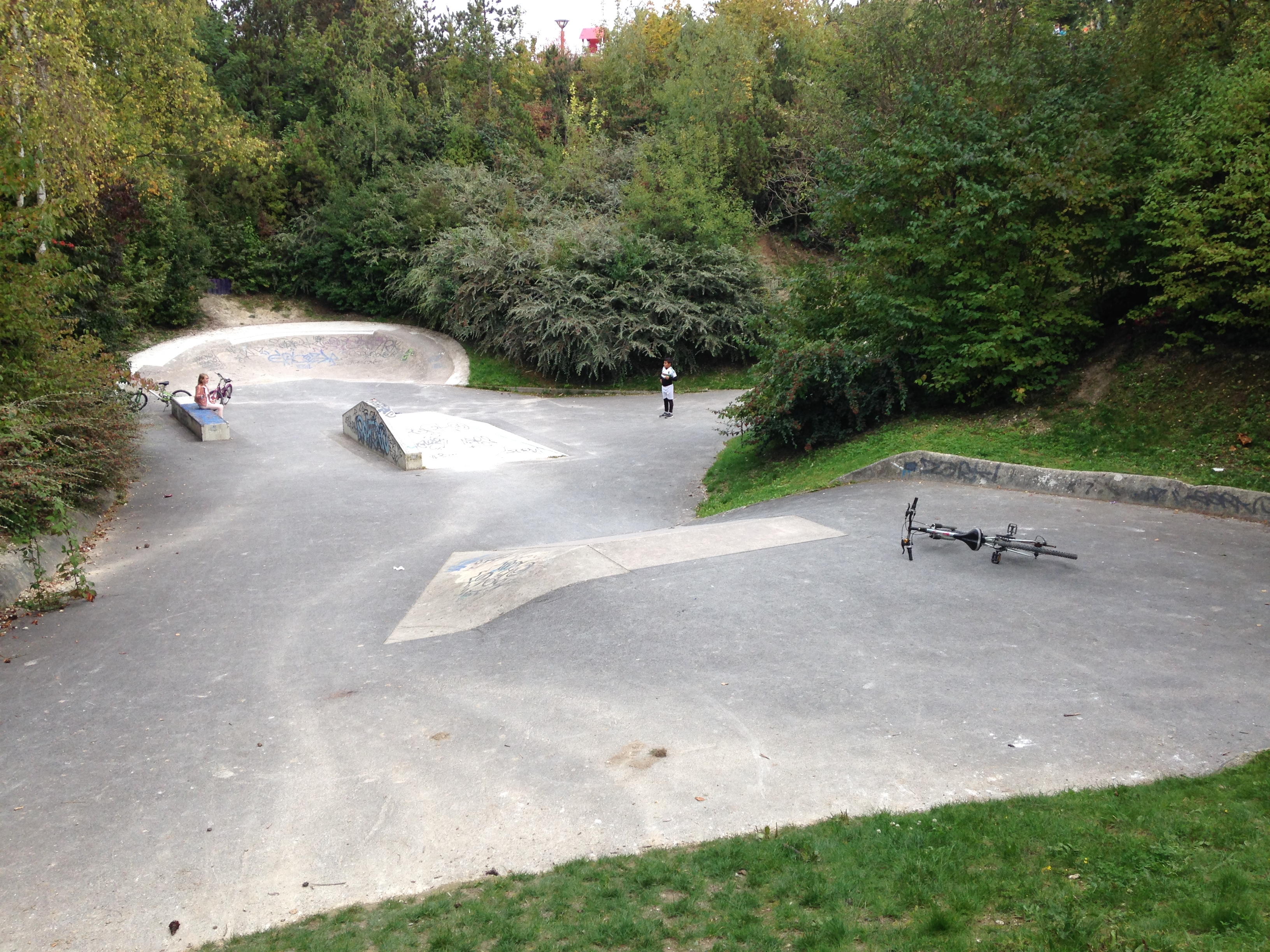
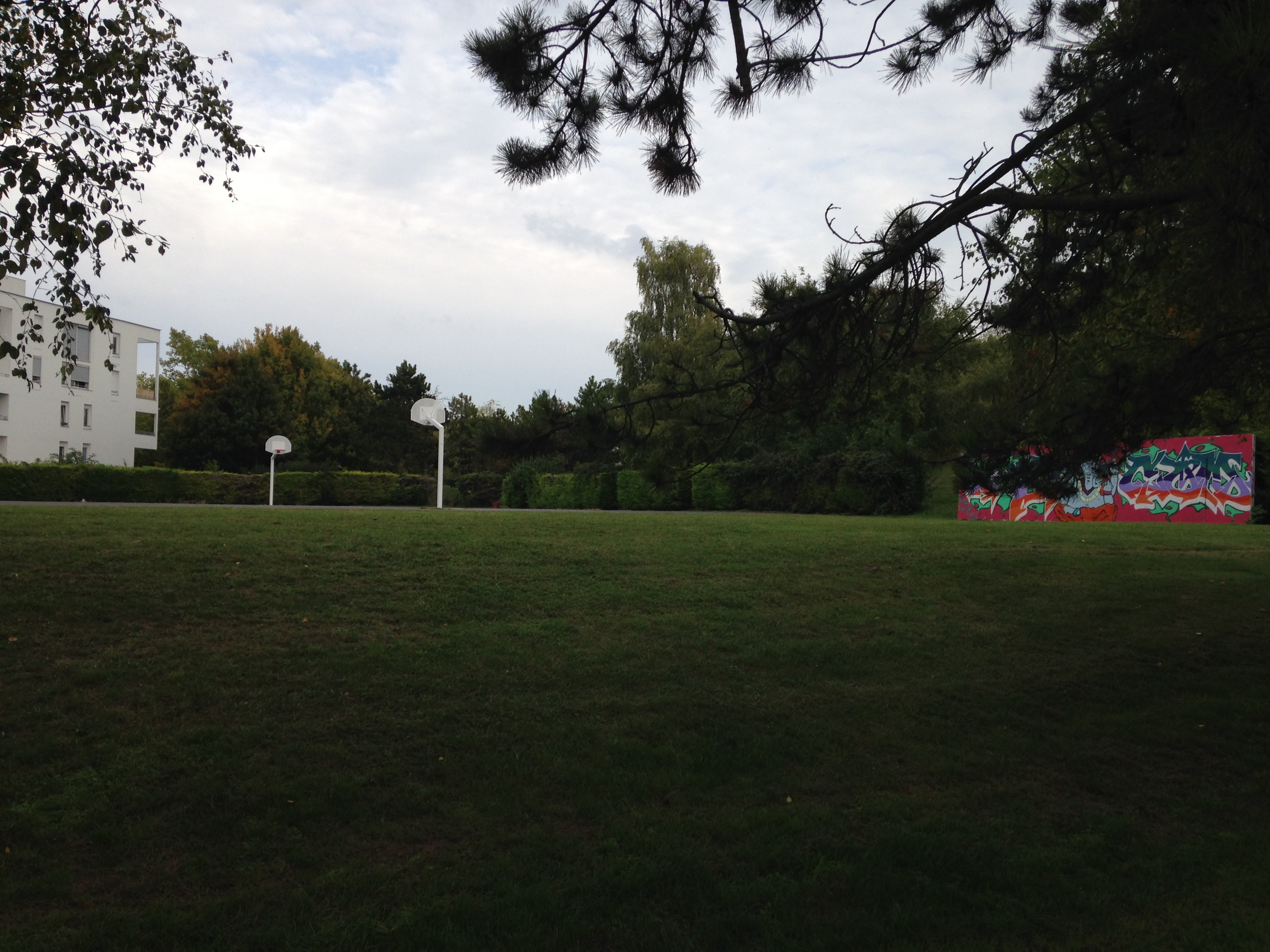
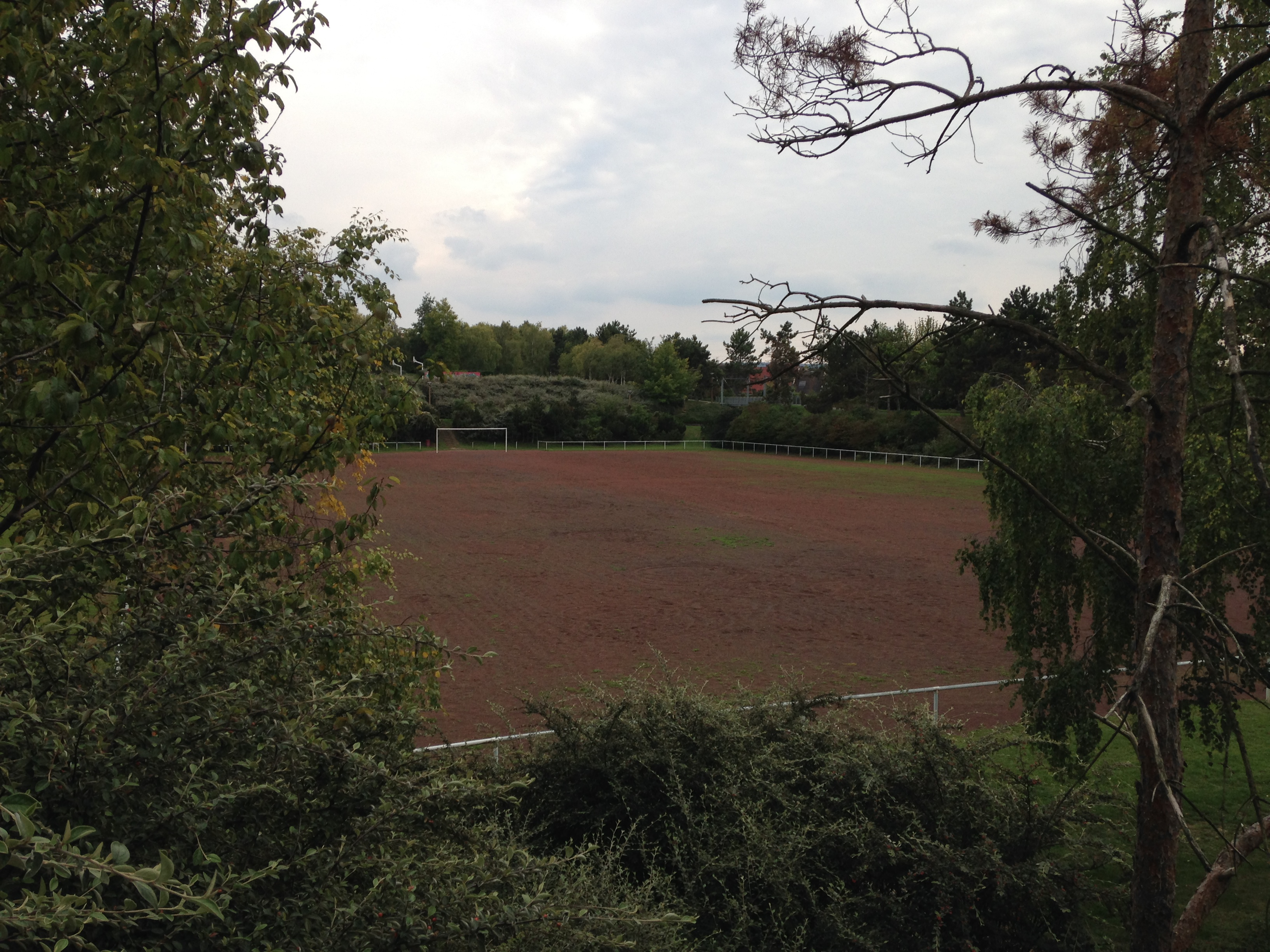

## Murigny: La zone commerciale "Murigny" et le Parc d'activité "Gilles Ferreira"

### Présentation générale
La zone commerciale se compose de deux, voire trois parties. Les deux premières se nomment commerces Murigny, nom des projets voire d'extension pour le second de cette zone qui voit le jour à partir des années 1980, début des années 1990. Il s’agissait alors de la première zone commerciale rémoise. Elle est notamment connue par « l'Espace Murigny», surnommé le « Forum » en raison de sa forme en « U » mais aussi par sa triste célébrité à cause de l'état général du parking et des alentours dont les manœuvres politiques des maires successifs pour y remédier sont difficiles à faire puisqu'il s'agit d'un terrain privé.
Néanmoins, la zone repose sur des enseignes fortes comme Marzin Habitat, Roche-Bobois, Bouley, Lapeyre, Campanile, Brushi... comme des commerces indépendants tel la boucherie Gautier ou encore Hall du Papier Peint ou Dressy Cash. Conçue comme une zone dédiée à la maison, la zone commerciale s'est fait voler la vedette par la zone commerciale Champéa à Thillois avec l'arrivée du Suédois Ikéa sur la métropole rémoise.
La troisième zone se situe dans l'ouest du quartier (entre l'hôpital et Murigny) où se trouvent des enseignes de fast-food comme McDonald's ou Burger King, de nombreuses entreprises ainsi que de prestigieuses maisons de champagne comme Chanoine Frère ou encore Piper-Heidsieck.

### Différents projets sur la zone commerciale Murigny

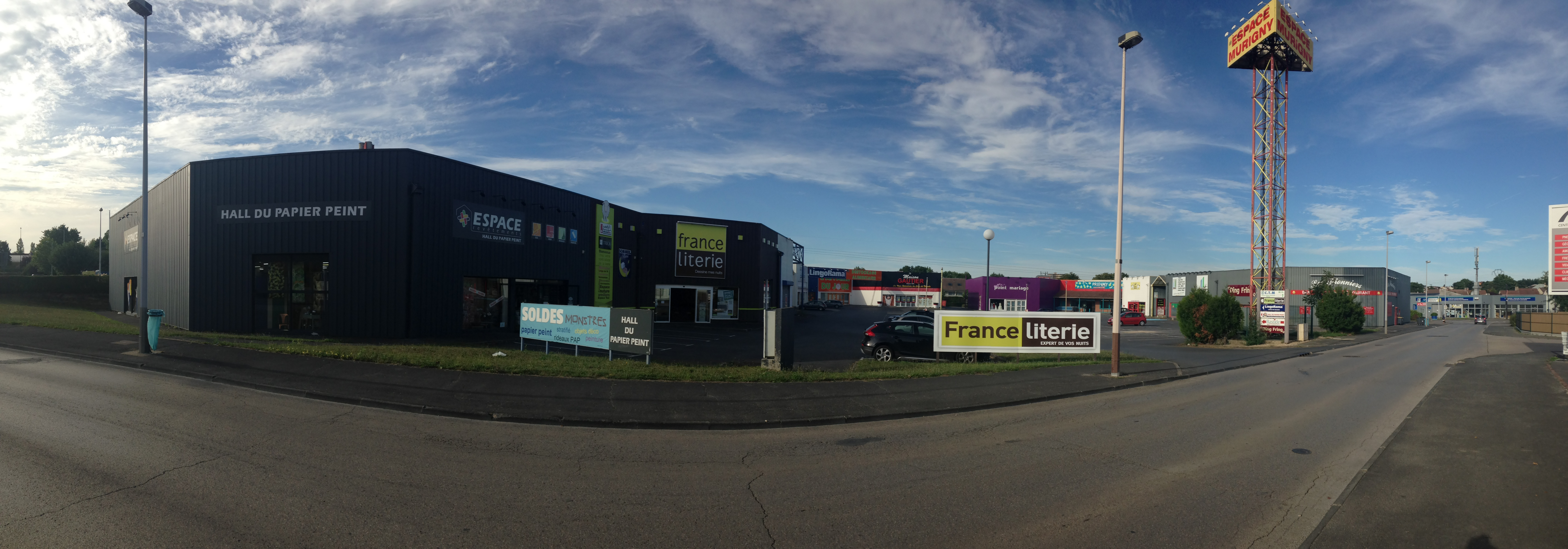
Vue sur l'Espace Murigny (actuel)

Une réflexion et un début de projet pour la zone commerciale débutèrent sous la mandature Hazan, par son adjoint au Développement économique, Serge Pugeault, avec un véritable engouement à la suite des déménagements quasi successifs de deux grandes enseignes, à savoir Conforama et Castorama. L'agence "ANYOJIBELTRANDO" doit "[...] mener une étude pluridisciplinaire sur la transformation du secteur de Murigny et des rives du Rouillat pour Reims Métropole / octobre 2011".
Il s'agit alors du projet « Rives du Rouillat, une porte d'entrée majeure ». Il décrit dans le livre Reims 2020, à la page 27 comme ceci : "À sa construction, le quartier de Murigny se trouvait en limite de campagne, face à la montagne de Reims. Au ﬁl des années, un grand centre commercial s’est développé sur la commune de Champﬂeury. La création du Pôle urbain de l’innovation et la nouvelle connexion LGV-A4 repoussent à nouveau les limites de l’urbanisation et offrent une formidable opportunité de «refaire de la ville» au sud. L’objectif est de rassembler des zones monofonctionnelles et des terres agricoles séparées par des infrastructures dans un espace d’avenir allant de Bezannes à Champﬂeury, Trois-Puits et Villers-aux- Nœuds, avec Murigny pour tête de pont. Ainsi, Murigny afﬁrmera son statut de porte d’entrée majeure de l’agglomération et se métamorphosera en quartier multifonctionnel apportant de nouveaux services de proximité à ses habitants. Sa vocation commerciale sera confortée et s’appuiera sur la locomotive qu’est la zone commerciale de Champﬂeury. La création d’une zone à vocation médico-sociale sur Cormontreuil (parc Pierre-de-Coubertin) réinstallera de l’activité dans ce quartier essentiellement résidentiel. L’intégration paysagère du Rouillat agrémentera la perspective et l’avenue de Champagne reproﬁlée en boulevard urbain accueillera des architectures dignes d’une porte d’entrée de métropole du XXIe siècle". Ce projet n'aboutira jamais.

## Les commerces de proximité
Il existe 2 centres commerciaux dit de 'proximité'.

### Centre commercial "René Clair" (Murigny Sud)

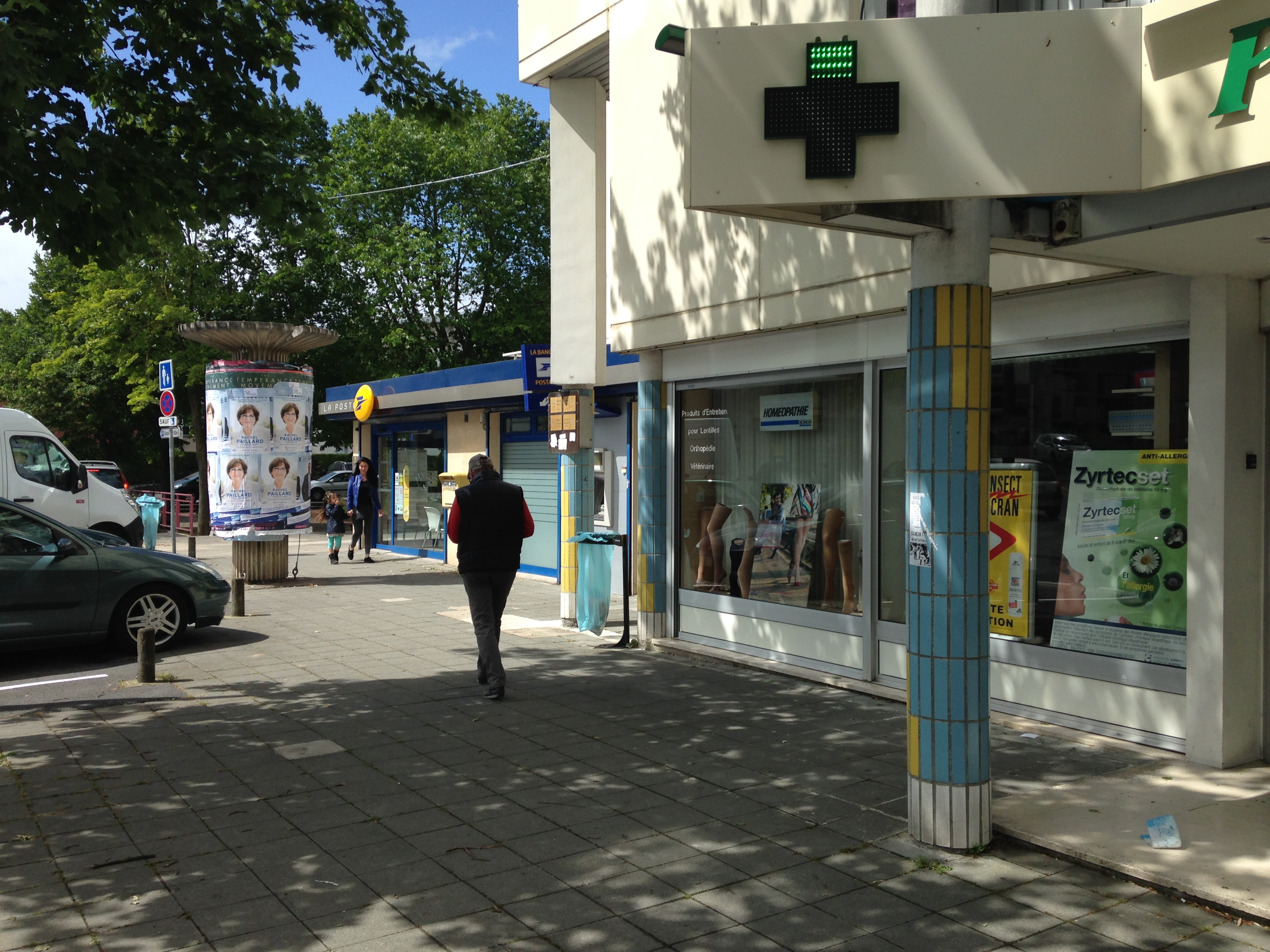
Place René Clair (actuel). Un projet de ré-aménagement de la place est en cours et les travaux ont débuté en septembre 2019.

Le centre commercial "René Clair" situé a Murigny Sud (place René Clair - vers le haut de la rue Mazarin). C'est le plus grand de Murigny en nombre de locaux commerciaux. Leur construction remonte au milieu des années 1980, date où les commerces et services principaux, boulangerie, poste, tabac presse, supérette, dentiste, pharmacien, médecin et auto-école sont construits les uns après les autres. Une maison de quartier est également présente à l'origine, et sera agrandie dans les années 90, elle portera alors le nom de Ludoval. Il s'agit ici d'un lieu d'activités socio-culturelles et sportives où à l'origine était pratiqué notamment l'éveil musical pour les enfants en bas âge. Il est accessible en transport en commun à partir de la ligne 5, arrêt "Méliès". Un projet de ré-aménagement de la place est en cours de réflexions auprès du conseil de quartier Murigny pour la rendre plus attractive, sécuritaire et qualitative et assurer une desserte convenable. Les travaux ont débuté en septembre 2019.

### Centre commercial "Vauban" (Murigny Nord)

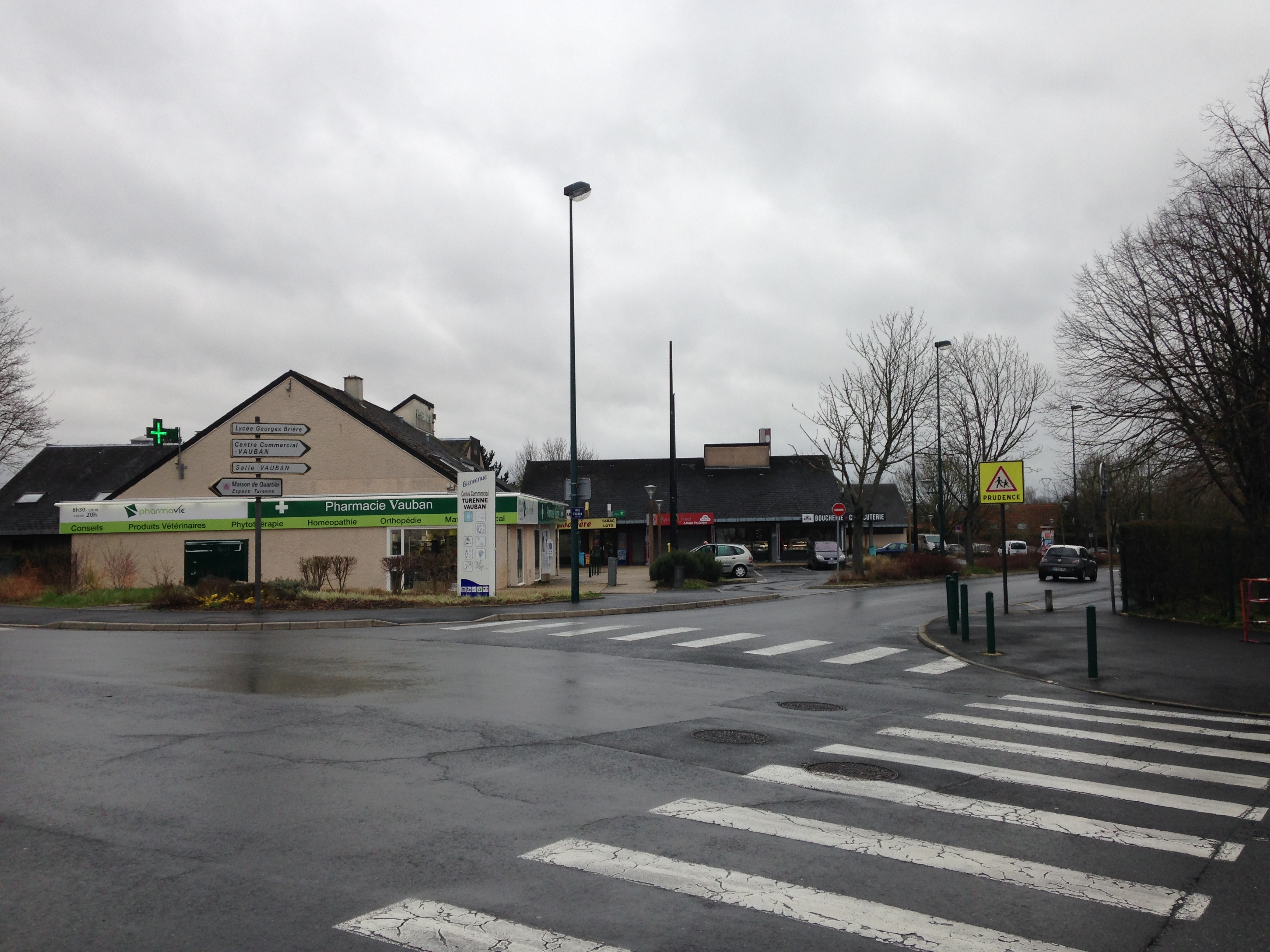
Vue du centre commercial "Vauban" (actuel). Les travaux de ré-aménagement ont été effectués à la fin du deuxième mandat de M. J.-L. Schneiter.

Près du Parc Mendés (rue Vauban) se situe le centre commercial « Vauban ». Il est accessible en transport en commun à partir de la ligne 5, arrêt « Vauban ». Les travaux de ré-aménagement ont été effectués à la fin du deuxième mandat de M. J.-L. Schneiter.

### Axes routiers
Le quartier Murigny est desservi essentiellement par les avenues de Champagne, Georges-Pompidou et Maréchal-Juin. S'ajoute à cela la proximité de l'autoroute A4, sortie no 23  menant aux axes Épernay - Champfleury - Villers-Allerand ou Villers-aux-Nœuds - Chamery par exemple.

### Transport en commun
Ce quartier est une zone amplement desservie par les transports en commun assuré par Citura. On y retrouve la ligne 5 et 40. Dans les années 80, 90 et 2000, cette desserte était assurée par la TUR. sur la ligne " i ".
- ligne no 5 (Centre commercial de Champfleury <> Route de Witry - Épinettes (dimanche et jours fériés) ;
- ligne no 40 (Route de Witry <> Val de Murigny (Maison Blanche pour le second terminus).

## Services publics

### Administration
- Maisons de quartier Croix-Rouge qui se subdivise en plusieurs locaux : Espace LUDOVAL et Espace TURENNE

### Enfance et enseignement
- École Maternelle Mazarin
- École Maternelle Sully (Sully 1)
- École Maternelle Turenne
- Lycée professionnel Georges Brière
- École Élémentaire Jean d'Aulan
- Collège Georges Braque
- École Maternelle Jean d'Aulan
- École Élémentaire Turenne
- École Élémentaire Mazarin
- École Élémentaire Sully (Sully 2)

### Santé et sécurité
- Résidence ARFO VAL DE MURIGNY